# یاشیل‌دره
یاشیل‌دره (انگلیسی: Yaşıl Dərə) (به معنی دره سبز) یک شهرک در حومه شهر سومقاییت در کشور جمهوری آذربایجان است. در این شهرک گلخانه‌های فراوانی ساخته شده است.